# Joachim Stange-Elbe
Joachim Stange-Elbe (* 1. Mai 1956 in Baden-Baden) ist ein deutscher Musikwissenschaftler und Computermusiker. Seit 2004 ist er außerplanmäßiger Professor für Systematische Musikwissenschaft an der Universität Osnabrück.

## Leben
Stange-Elbe studierte Musikwissenschaft (bei Hans Heinrich Eggebrecht), Germanistik (u. a. bei Friedrich Kittler und Norbert Bolz) und Philosophie an der Albert-Ludwigs-Universität Freiburg.  Seine Promotion hatte Die Bedeutung der elektroakustischen Medien für die Musik im 20. Jahrhundert zum Thema. Nach seiner Habilitation über die computergestützte Analyse und Performance („Musikinformatische Ansätze zur Analyse und Interpretation von J. S. Bachs ‚Kunst der Fuge‘“) wurde er Privatdozent und später außerplanmäßiger Professor an der Universität Osnabrück und ist Mitglied der Forschungsstelle für Musik und Medientechnologie. In den Jahren 1997 und 1999 war er zusammen mit Bernd Enders Organisator und stellvertretender Leiter KlangArt-Kongresses im Rahmen des Osnabrücker KlangArt-Festivals.
Er war wissenschaftlicher Mitarbeiter und Leiter des Institut für Musikwissenschaft an der Universität Rostock und Mitarbeiter des WissPro Projektes an der Musikhochschule Lübeck sowie Lehrbeauftragter und Gastdozent an den Universitäten Hamburg und Lübeck (Institut für Multimediale und Interaktive Systeme). Er ist regelmäßiger Dozent des Zentrum für Weiterbildung an der Universität Hamburg.
Stange-Elbe publizierte Bücher und Fachartikel über Themen der musikalischen Medientechnologie, der theoretischen wie praktischen Auseinandersetzung des realen und virtuellen Komponierens und Musizierens mit dem Computer und zu Fragen des wissenschaftliche Publizierens. Unter dem Label „Klangspiegel. electronic & classic“ gründete er ein Studio für Elektronische Musik und experimentelle Computermusik, realisiert Kompositionen, Klanginstallationen, Konzerte mit Live-Elektronik und audio-visuelle Produktionen.

## Veröffentlichungen (Auswahl)
- Die Bedeutung der elektroakustischen Medien für die Musik im 20. Jahrhundert. (= Musikwissenschaftliche Studien. Band 10). Dissertation. Centaurus, Pfaffenweiler 1989, ISBN 3-89085-290-4.
- mit Bernd Enders (Hrsg.): Musik im virtuellen Raum = Musik und Neue Technologie 3. Vorträge und Berichte vom 4. internationalen KlangArt-Kongreß 1997. Rasch, Osnabrück 2000, ISBN 3-934005-64-0.
- mit Bernd Enders (Hrsg.): Global Village – Global Brain – Global Music = Vorträge und Berichte vom 4. internationalen KlangArt-Kongreß 1999. epOs-Music, Osnabrück 2003, ISBN 3-923486-41-3.
- Die computergestützte Interpretation – Interpretation ohne Interpreten. In: Hans Günther Bastian, Gunther Kreutz (Hrsg.): Musik und Humanität. Interdisziplinäre Grundlagen für (musikalische) Erziehung und Bildung. Mainz 2003, ISBN 3-7957-0452-9, S. 293–302.
- Musikinformatische Ansätze zur Analyse und Interpretation von J. S. Bachs ›Kunst der Fuge‹. epOs-Music, Osnabrück 2014, ISBN 978-3-940255-55-6.
- Ich bin der Musikant mit der App in der Hand. Gedanken zum Musizieren mit mobile devices. In: Arne Bense, Martin Gieseking, Bernhard Müßgens (Hrsg.): Musik im Spektrum technologischer Entwicklung und neuer Medien. Festschrift für Bernd Enders. epOs-Music, Osnabrück 2015, ISBN 978-3-940255-60-0, S. 373–387.
- Computer und Musik. Grundlagen, Technologien und Produktionsumgebungen der digitalen Musik. de Gruyter Oldenbourg, Berlin / New York 2015, ISBN 978-3-486-59031-9.

## Kompositionen (Auswahl)
Elektronische und Computermusik
- Die Glocken von St. Niklaaskerk (1990/91)
- HSUD 274 (1992)
- Echolot (2004)
- Klanggedichte (2012)
- Removing and Replacement (2021)
- 12 Sound Sculptures (2022/23)

Elektronische Bearbeitungen
- BACHdimensional: the electronic art of fugue (2005), eine elektronische Fassung von J.S. Bachs »Kunst der Fuge«